# Whatever Happened to Slade
Albums de Slade
Nobody's Fools
(1976) Slade Alive, Vol. 2
(1978)
Singles
1. Gypsy Roadhog
Sortie : janvier 1977

Whatever Happened to Slade est le septième album studio du groupe britannique de rock Slade. Il est sorti en 1977 sur le label Barn Records.

## Fiche technique

### Chansons
Toutes les chansons sont écrites et composées par Noddy Holder et Jim Lea.
| 1. | Be                             | 3:59 |
| 2. | Lightning Never Strikes Twice  | 3:08 |
| 3. | Gypsy Roadhog                  | 3:23 |
| 4. | Dogs of Vengeance              | 2:48 |
| 5. | When Fantasy Calls             | 3:23 |
| 6. | One Eyed Jacks with Moustaches | 3:20 |

| 7.  | Big Apple Blues                   |  | 4:38 |
| 8.  | Dead Men Tell No Tales            |  | 3:38 |
| 9.  | She's Got the Lot                 |  | 4:34 |
| 10. | It Ain't Love but It Ain't Bad    |  | 3:09 |
| 11. | The Soul, the Roll and the Motion |  | 4:36 |

### Musiciens

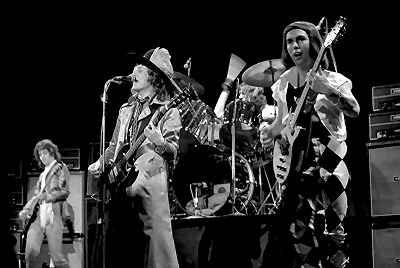
Slade en 1977. De gauche à droite : Jim Lea, Noddy Holder, Don Powell et Dave Hill.

- Noddy Holder : chant, guitare rythmique
- Dave Hill : guitare solo, chœurs
- Jim Lea : basse, chœurs
- Don Powell : batterie, percussions

### Équipe de production
- Chas Chandler : production
- Paul Hardiman : ingénieur du son
- Wade Wood Associates : pochette
- Jo Mirowski : direction artistique
- Gered Mankowitz : photographe